# Nemopterella peringueyi
Nemopterella peringueyi är en insektsart som beskrevs av Bo Tjeder 1967. Nemopterella peringueyi ingår i släktet Nemopterella och familjen Nemopteridae. Inga underarter finns listade i Catalogue of Life.